# Mabini, Batangas
Mabini là đô thị loại 3 ở Calumpang Peninisula thuộc tỉnh Batangas, Philippines.

## Barangays
Mabini, về mặt hành chính, được chia thành 34 khu phố (barangay).
| - Anilao Proper - Anilao Đ - Bagalangit - Bulacan - Calamias - Estrella - Gasang - Laurel - Ligaya - Mainaga - Mainit - Majuben | - Malimatoc I - Malimatoc II - Nag-Iba - Pilahan - Poblacion - Pulang Lupa - Pulong Anahao - Pulong Balibaguhan - Pulong Niogan - Saguing - Sampaguita | - San Francisco - San Jose - San Juan - San Teodoro - Santa Ana - Santa Mesa - Santo Niño - Santo Tomas - Solo - Talaga Proper - Talaga Đ |